# Spoorlijn La Madeleine - Comines-France
De spoorlijn La Madeleine - Comines-France is een sedert 2019 buiten gebruik zijnde spoorlijn gelegen in het Franse Noorderdepartement. De lijn heeft het lijnnummer 296 000. De lijn loopt vanuit La Madeleine nabij Rijsel (Lille). Tot in de jaren 1960 was liep de lijn door naar de Belgische grens bij Komen om daar aan te sluiten op spoorlijn 68. 

## Geschiedenis
De lijn werd geopend op 15 juni 1876 door de Compagnie des chemins de fer du Nord-Est. Het grensoverschrijdende reizigersverkeer is opgeheven in 1955 en goederenverkeer in 1963. Het gedeelte tot aan Comines werd gebruikt tot 4 december 2019. Op 14 december 2019 sloot SNCF Réseau deze lijn officieel omwille van de slechte staat van het spoor. Een busdienst vervangt de trein. Er is sprake van een vervangende tramlijn, die ten vroegste in 2027 operationeel zal worden.

## Treindiensten
De SNCF verzorgt het personenvervoer op dit traject met TER bussen.
| Serie | Treinsoort | Route                                                    | Bijzonderheden                         |
| ----- | ---------- | -------------------------------------------------------- | -------------------------------------- |
| P 83  | TER (SNCF) | Lille-Flandres – Quesnoy-sur-Deûle – Deulémont – Comines | Sinds december 2019 alleen busvervoer. |

## Aansluitingen
In de volgende plaatsen is of was er een aansluiting op de volgende spoorlijnen:
La Madeleine
RFN 295 000, spoorlijn tussen Lille en Les Fontinettes
Comines grens
Spoorlijn 68 tussen Komen en Komen grens

## Galerij

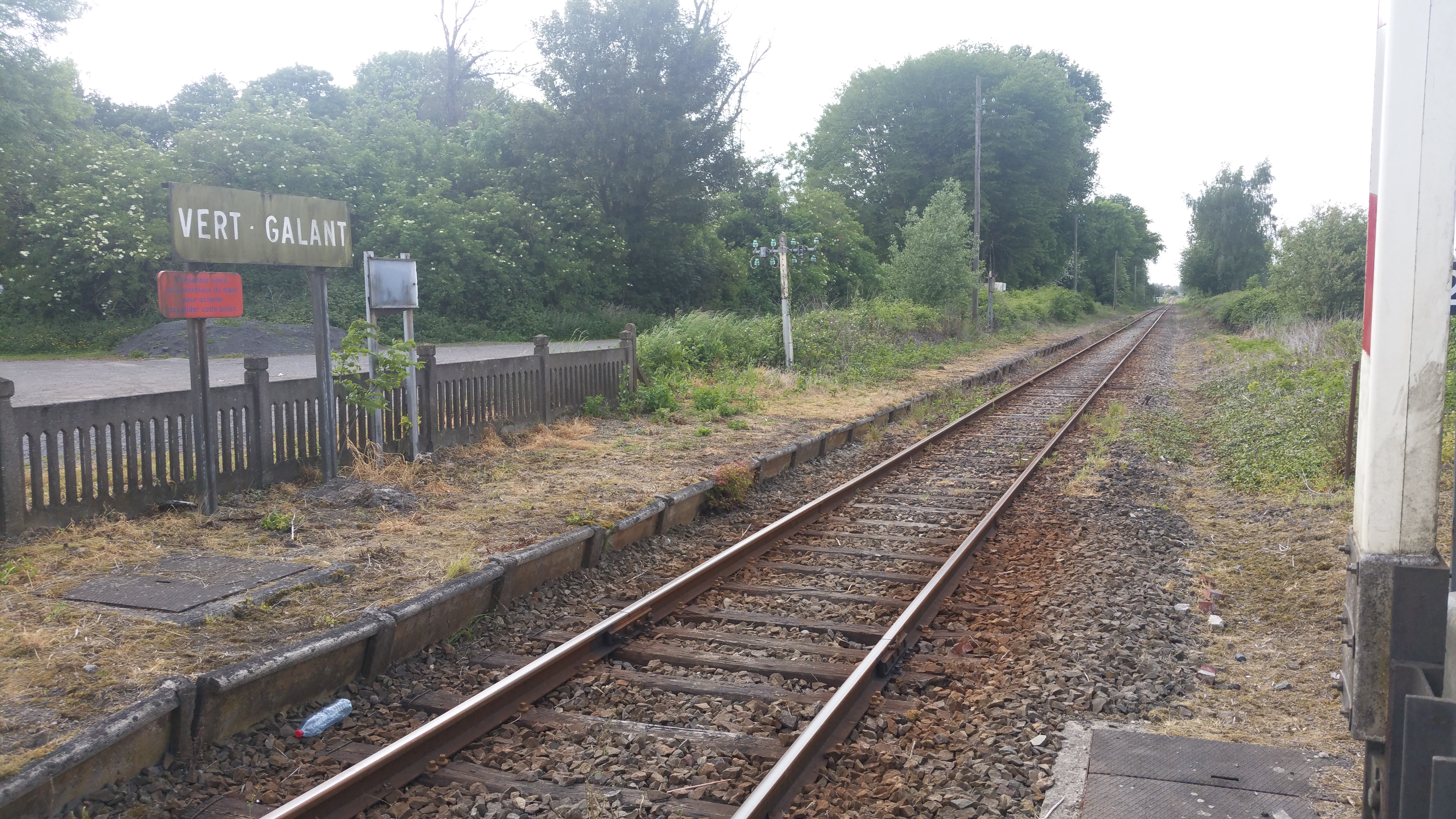
Voormalige halte Vert-Galant.
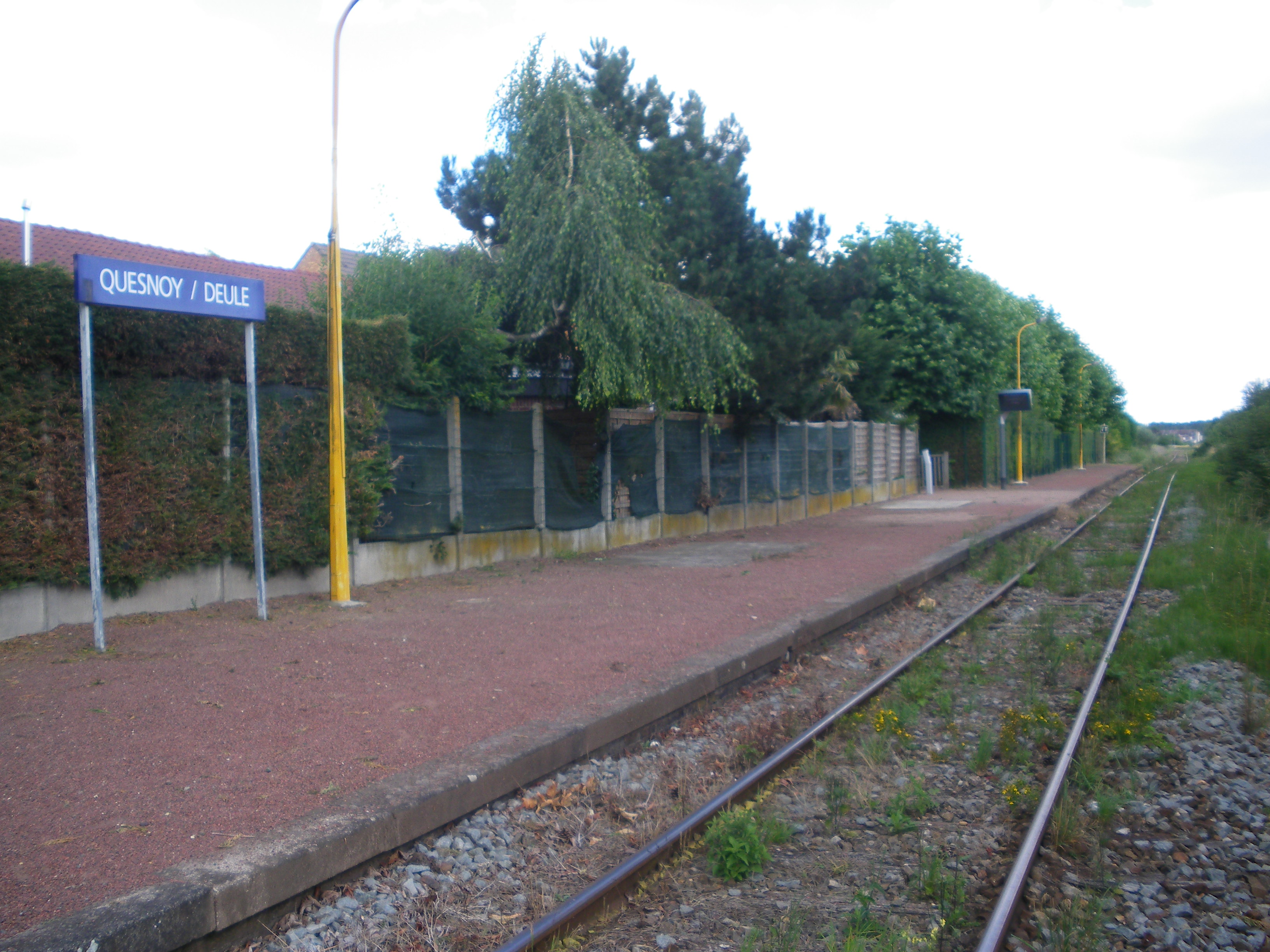
Station Quesnoy-sur-Deûle.
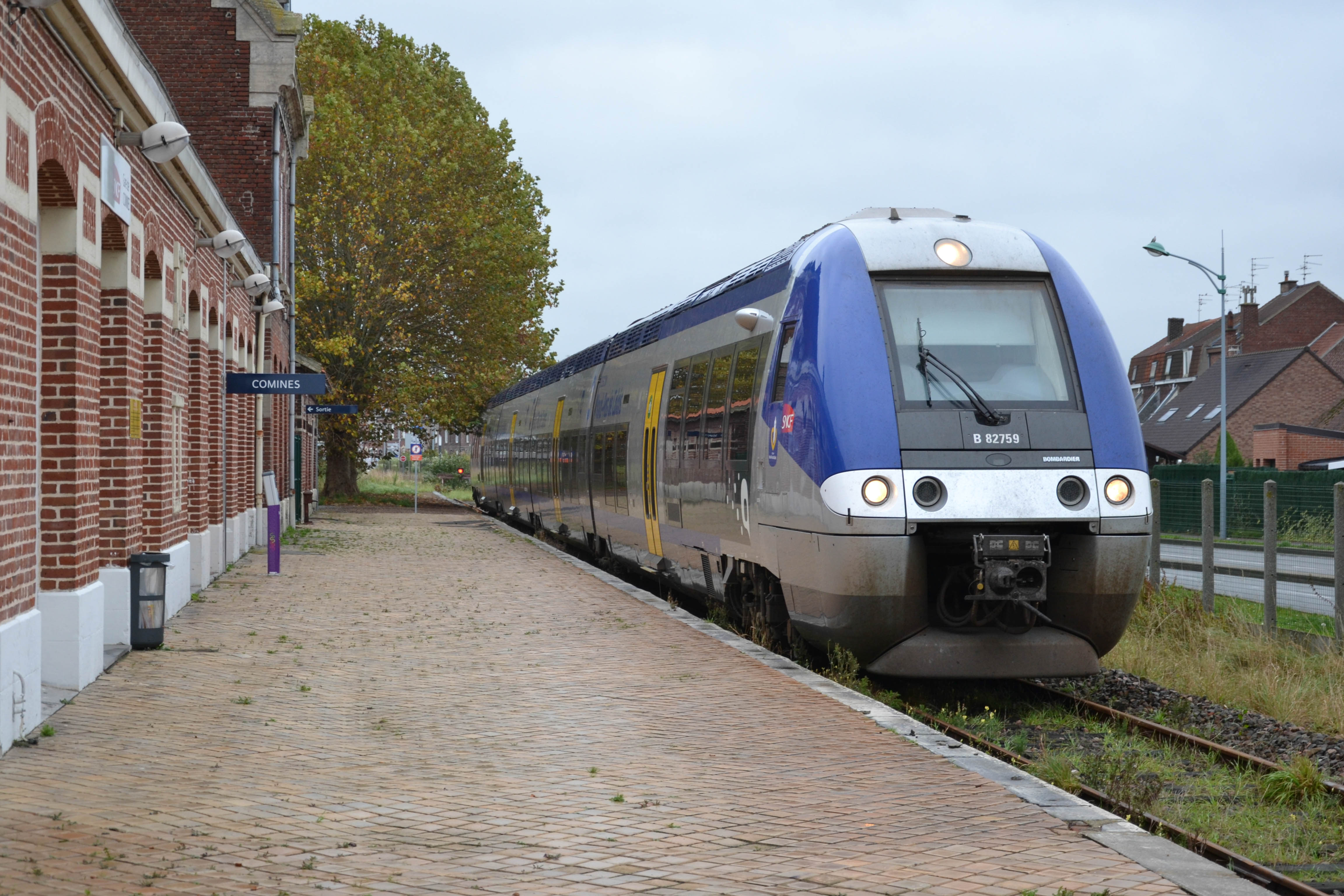
Station Comines in 2014.